# Republikflucht
Republikflucht (en alemán “fuga de la república”) y el término asociado Republikflüchtling(e) (“fugitivos de la república”) fueron las palabras oficialmente usadas por parte de las autoridades de la República Democrática Alemana para describir o referirse a aquellos individuos que, en busca de una vida mejor o porque eran disidentes políticos, huían o intentaban huir hacia la República Federal de Alemania (o hacia otro país que no fuese miembro del denominado Pacto de Varsovia, la alianza militar que agrupaba a los países del entonces bloque del Este).

## Comienzos del problema
El término fue aplicado tanto respecto de los pocos de miles de alemanes orientales que habían podido abandonar la RDA de una manera más bien sencilla antes de la construcción del Muro de Berlín a partir del 13 de agosto de 1961, así como a los pocos miles que se arriesgaron a realizar el muy peligroso intento de cruzar ilegalmente a través de la frontera interalemana (o quienes lograron obtener visas de salida temporales entre 1961 y 1989 para no regresar jamás). Algunas estimaciones sugieren que la cifra total de los que huyeron de la zona de ocupación soviética de posguerra y de la RDA entre 1945 y 1961 osciló entre los 2,5 y 3,5 millones de personas, gran sangría demográfica que fue detenida debido a la intempestiva construcción del Muro de Berlín a partir del 13 de agosto de ese último año.[cita requerida]

## Propaganda política oficial
Un folleto de propaganda, publicado por el gobernante Partido Socialista Unificado de Alemania (PSUA) en 1955 para ser usado por los agitadores del partido, destacaba la seriedad de las denominadas “fugas de la república” y lo preocupantes que éstas eran. Decía lo siguiente al respecto:

“Tanto desde un punto de vista moral como en términos de los intereses de toda la nación alemana, abandonar la RDA es un acto de retroceso político y moral y una depravación. Aquellos que permiten ser reclutados sirven objetivamente a la reacción germano-occidental y al militarismo, lo sepan o no. ¿No es despreciable cuando, debido a unas pocas ofertas de empleo atractivas o las falsas promesas acerca de un ‘futuro garantizado’, uno abandona un país en el cual la semilla para una vida nueva y más hermosa está floreciendo, y ya está mostrando los primeros frutos, por el lugar [Alemania Occidental] que favorece una nueva guerra y la destrucción? ¿No es un acto de depravación política cuando ciudadanos, ya sean gente joven, trabajadores o miembros de la intelligentsia, abandonan y traicionan lo que nuestro pueblo ha creado a través del trabajo común en nuestra república, para ofrecerse al servicio secreto estadounidense o al británico o trabajar para los dueños de fábricas germano-occidentales, Junkers o militaristas? ¿Acaso abandonar la tierra del progreso en favor del marasmo de un orden social históricamente superado, [la democracia liberal o “burguesa” capitalista], no demuestra retraso político y ceguera? Los trabajadores a través de Alemania demandarán castigo para aquellos que hoy abandonan la República Democrática Alemana, el fuerte bastión de la lucha por la paz, para servir a los enemigos mortales del pueblo alemán, los imperialistas y militaristas.

## Construcción del Muro de Berlín

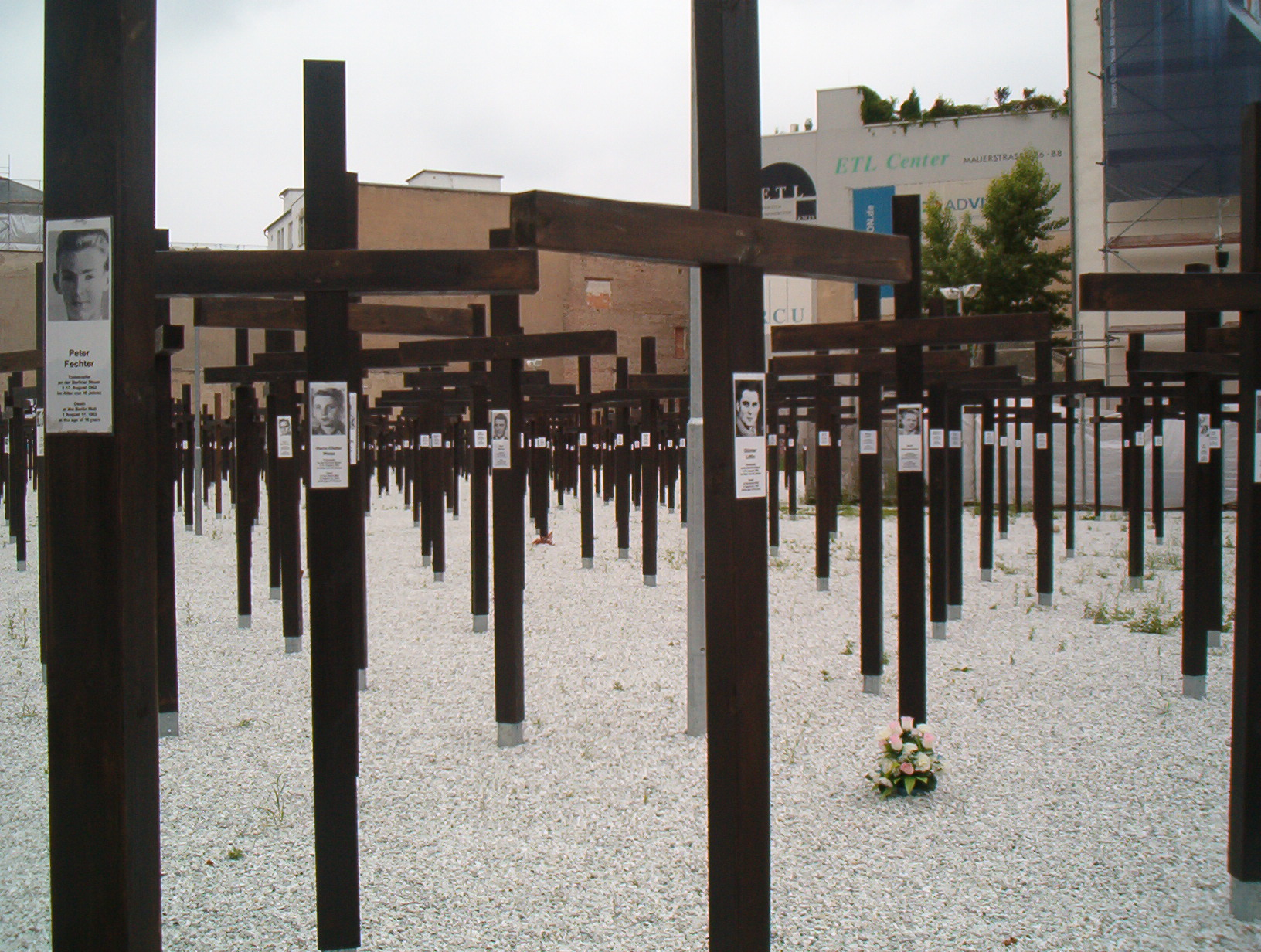
Monumento conmemorativo a aquellos que perdieron sus vidas intentando cruzar el Muro de Berlín, erigido en el período 2004-2005, cerca del famoso Punto de Control Charlie (Checkpoint Charlie).

La cifra de individuos que huían de la RDA cayó abruptamente luego de la construcción del Muro, hasta no más de algunos cientos al año, ya que intentar huir la RDA a través de sus fronteras fortificadas y campos minados entrañaba un considerable riesgo personal de sufrir graves heridas o de resultar muerto. Varios cientos de Republikflüchtlinge recibieron disparos y hasta unos 75.000 de ellos fueron capturados y encarcelados.[cita requerida]

## Reunificación de la nación alemana
En 1993, unos tres años después de la definitiva reunificación alemana, Erich Honecker -el último líder comunista germano-oriental- fue acusado de haber permitido a sus soldados matar a individuos que intentaban escapar del territorio de la RDA. No obstante, su juicio fue pospuesto a causa de su entonces mal estado de salud, falleciendo finalmente en 1994. Algunos abogados llegaron a objetar su eventual procesamiento, debido a que los hechos en cuestión no eran delito en el desaparecido (y absorbido) Estado socialista en el que habían sucedido.

## Filmografía
- Flucht in die Freiheit - Teil 1: Mit dem Mut der Verzweiflung (“Fuga hacia la libertad - Parte 1: Con el coraje de la desesperación”), emitido por el canal alemán ZDF el 22 de septiembre de 2009, en víspera del vigésimo aniversario de la caída del Muro de Berlín. (Huida por medio de vehículos blindados, túneles, nadando a través del mar Báltico, el ferrocarril o metro subterráneo (U-Bahn) que pasaba por el territorio de Berlín Oriental).

- Flucht in die Freiheit. Teil 2: Mit allen Mitteln (“Fuga hacia la libertad - Parte 2: Por todos los medios”), ZDF, 29 de septiembre de 2009 (Escapes por medio de un globo aerostático de aire caliente, cruzando a nado el río Elba, mediante una conexión por cable y poleas entre edificios de la entonces forzosamente dividida Berlín).

- Rise and fall of the Berlin Wall (“Auge y caída del Muro de Berlín”), The History Channel, 9 de noviembre de 2009 (rememora varias fugas coincidentes con las de los dos documentales alemanes anteriores).

- Es geschah im August. Der Bau der Berliner Mauer (“Sucedió en agosto: La construcción del Muro de Berlín”), Filmproduktion Deutschland 2001, emitido en el programa Phoenix el 2 de noviembre de 2009 (preparativos iniciales de la RDA a partir de marzo de 1961, las decisiones sobre la construcción del Muro, las primeras medidas de aislamiento, información previa de Occidente, Lucius D. Clay, escapes por la calle Bernauer (Bernauer Straße o Strasse), a través del puente Oberbaum (Oberbaumbrücke) y el caso de Peter Fechter (el primer alemán oriental muerto al intentar cruzar el muro ilegalmente).